# Fascellina icteria
Fascellina icteria là một loài bướm đêm trong họ Geometridae.